# برونو جیاکوملی
برونو جیاکوملی (ایتالیایی: Bruno Giacomelli, تلفظ ایتالیایی: [ˈbruno dʒakoˈmɛlli]؛ زادهٔ ۱۰ سپتامبر ۱۹۵۲ در پنکاراله، برشا) رانندهٔ سابق مسابقات اتومبیل‌رانی اهل ایتالیا است که از فصل ۱۹۷۷ تا ۱۹۸۳، و دوباره در فصل ۱۹۹۰ در مجموع در ۸۲ گراند پری از مسابقات جهانی فرمول یک شرکت کرد.
او در طول دوران فعالیت خود در فرمول یک، ۱ بار مسابقه را از پول پوزیشن آغاز کرد، ۱ بار بر روی سکو رفت و ۱۴ امتیاز را نیز به نام خود به‌ثبت رساند.